# Phyllodromica persa
Phyllodromica persa är en kackerlacksart som beskrevs av Bei-Bienko 1935. Phyllodromica persa ingår i släktet Phyllodromica och familjen småkackerlackor. Inga underarter finns listade i Catalogue of Life.